# Il debito dell'Imperatore
Il debito dell'Imperatore è un cortometraggio muto italiano del 1911 diretto da Luigi Maggi.